# Ljubercký rajón
Ljubercký rajón (rusky Люберецкий район) je jedním z rajónů Moskevské oblasti v Rusku. Jeho administrativním centrem je město Ljubercy. Má 241 703 obyvatel.

## Geografie
Na jihovýchodě hraničí s Moskvou.